# Salah Shehade
Salah Mustafa Muhammad Shehade (arabiska: صلاح شحادة) , född 24 februari 1953 i Gaza City i den då av Egypten ockuperade Gazaremsan, död 22 juli 2002 i Gaza City, var en palestinsk ledare för Hamas militära gren Izz ad-Din al-Qassam-brigaderna.
Salah Shehade var medlem i Hamas från dess grundande 1987. Han arresterades två gånger av israeliska myndigheter: 1984 och 1988. År 1996 blev Salah Shehade en av cheferna för den militära grenen av Hamas, tillsammans med Mohammed Deif och Adnan al-Ghoul.
Under Al-Aqsa-intifadan dömdes Shehade för att ha legat bakom flera attacker mot israeliska soldater och civila på Gazaremsan och också i Israel. Han dömdes till tolv års fängelse, men frigavs 2000.
Den 22 juli 2002 anföll Israels försvarsmakt med flyg Shehades bostadshus i kvarteret al-Daraj i Gaza City. Åtta hus totalförstördes, nio förstördes delvis och 20 andra hus skadades. Femton personer dödades, däribland Shehade, dennes hustru och dotter.